# DTrace
DTrace (Dynamic Tracing Framework) – zaawansowane narzędzie, pierwotnie opracowane przez firmę Sun Microsystems, służące do rozwiązywania problemów z jądrem i aplikacjami w czasie rzeczywistym. Napisane z myślą o systemie operacyjnym Solaris, zostało wydane na wolnej licencji Common Development and Distribution License (CDDL) w systemie OpenSolaris i jego następcy, illumos. Narzędzie przeportowano także na różne systemy uniksopodobne.
Za pomocą DTrace można uzyskać ogólne informacje o uruchomionym systemie, takie jak ilość pamięci, czas procesora, system plików i zasoby sieciowe wykorzystywane przez aktywne procesy. Może również dostarczyć bardziej szczegółowe dane, np. dziennik (log) argumentów, w których wywoływana jest określona funkcja czy lista procesów uzyskujących dostęp do określonego pliku.
W 2010 roku firma Oracle Corporation przejęła Sun Microsystems i ogłosiła zaniechanie wsparcia technicznego dla OpenSolaris. 3 sierpnia 2010 roku w ramach konferencji internetowej dotyczącej konsolidacji OpenSolaris OS/Net zapowiedziano, opracowywany przez kluczowych programistów systemu Solaris, nowy system illumos, będący forkiem.
W październiku 2011 roku Oracle ogłosiło plany przeportowania DTrace do systemu Linux, a w 2019 roku na repozytorium GitHub pojawiła się oficjalna wersja dla dystrybucji Fedora. Przez lata na Linuksa dostępny był nieoficjalny port, bez zmian w licencjonowaniu.
W sierpniu 2017 r., Oracle wydało kod źródłowy jądra DTrace na licencji GNU General Public License v2+ oraz kod przestrzeni użytkownika (ang. user space), na warunkach licencji GPLv2 i Universal Permissive License (UPL). We wrześniu 2018 roku firma Microsoft ujawniła port narzędzia z FreeBSD na Windows.
We wrześniu 2016 na repozytorium GitHub pojawiła się strona dotycząca OpenDTrace, zawierająca kod źródłowy i dokumentację opisującą działanie. Prace nad OpenDTrace toczą się z użyciem porcji kodu pochodzącego z OpenSolaris pod oryginalną licencją CDDL, do których dołączono dodatkowy kod, objęty 2-klauzulową licencją BSD. Celem projektu OpenDTrace jest wydanie uniwersalnej, przenośnej implementacji DTrace, akceptowalnej dla wszystkich klientów, w tym m.in. macOS, FreeBSD, OpenBSD, NetBSD, Linux i systemów wbudowanych (ang. embedded systems).

## Opis
Sun Microsystems zaprojektowało DTrace, aby dawało użytkownikom wgląd operacyjny umożliwiający dostrojenie i rozwiązywanie problemów zarówno z aplikacjami, jak i systemem operacyjnym.
Testerzy pisali programy śledzące (nazywane także skryptami) za pomocą języka D (nie mylić z innymi językami o tej samej nazwie). Język ten, inspirowany przez C, zawiera nowe funkcje oraz zmienne specyficzne do śledzenia. Struktura programów napisanych w D przypomina te napisane w awk; składają się z listy zawierającej jedną lub więcej próbników (wskaźników instrumentacji), gdzie każdy z próbników jest przypisany do konkretnej akcji. Próbniki można przyrównać do punktów przecięcia (ang. pointcut) w programowaniu aspektowym. W chwili, gdy spełnione są określone warunki dla próbnika, następuje wykonanie przypisanej akcji. Typowy próbnik może wykonać akcję przy otwarciu konkretnego pliku, uruchomieniu procesu czy wykonaniu określonej linii kodu. Działający próbnik może analizować w czasie wykonania, uzyskując dostęp do stosu wywołań (ang. call stack) i zmiennych kontekstowych oraz oceniać wyrażenia; następnie może przedstawić lub zapisać (w formie dziennika) część informacji, zachować je w bazie danych lub modyfikować zmienne kontekstowe. Odczyt i zapis zmiennych kontekstowych umożliwia próbnikom wzajemne przekazanie informacji, co pozwala na kooperacyjną analizę korelacji między różnymi zdarzeniami.
Wdrożono specjalne rozwiązania mające uczynić DTrace bezpiecznym narzędziem w „środowisku produkcyjnym”. Przykładowo, w trakcie procesu śledzenia występuje minimalny efekt próbnika, a jakikolwiek wyłączony próbnik nie ma wpływu na wydajność; jest to szczególnie ważne, ponieważ w DTrace można uruchomić nawet dziesiątki tysięcy próbników. Nowe próbniki mogą również powstawać dynamicznie.

## Przykłady linii poleceń
Skrypty DTrace mogą zostać załadowane bezpośrednio z linii poleceń, dostarczając jeden lub więcej próbników i akcji jako argumenty. Poniżej znajduje się kilka przykładowych wywołań:
```
# Nowe procesy z argumentami

dtrace
 
-n
 
'proc:::exec-success { trace(curpsinfo->pr_psargs); }'

# Pliki otwarte przez proces

dtrace
 
-n
 
'syscall::open*:entry { printf("%s %s",execname,copyinstr(arg0)); }'

# Licznik wywołań systemowych według programu

dtrace
 
-n
 
'syscall:::entry { @num[execname] = count(); }'

# Licznik wywołań systemowych według funkcji wywołań systemowych

dtrace
 
-n
 
'syscall:::entry { @num[probefunc] = count(); }'

# Licznik wywołań systemowych według procesu

dtrace
 
-n
 
'syscall:::entry { @num[pid,execname] = count(); }'

# Rozmiar dysku według procesu

dtrace
 
-n
 
'io:::start { printf("%d %s %d",pid,execname,args[0]->b_bcount); }'

# Liczba zapisanych stron pamięci według procesu

dtrace
 
-n
 
'vminfo:::pgpgin { @pg[execname] = sum(arg0); }'

```

Ręcznie tworzone skrypty mogą osiągnąć nawet setki linii długości, aczkolwiek przeważnie do zaawansowanej analizy i rozwiązywania problemu wystarczające są mające kilkadziesiąt linii. W zestawie DTraceToolkit, stworzonym przez Brendana Gregga (autora książki o DTrace) można odnaleźć ponad 200 przykładowych skryptów open source z dokumentacją i demonstracją każdego z nich.

## Obsługiwane platformy
DTrace po raz pierwszy stało się dostępne do użycia w listopadzie 2003 roku, a formalnie wydano je w styczniu 2005 roku jako część systemu Solaris 10. DTrace był pierwszym komponentem projektu OpenSolaris, którego kod źródłowy opublikowano na licencji CDDL.
DTrace jest integralną częścią illumos i pokrewnych dystrybucji.
DTrace jest standardowym elementem FreeBSD i NetBSD.
Apple dodało wsparcie dla DTrace w Mac OS X 10.5 „Leopard”, dołączając graficzny interfejs użytkownika (GUI) o nazwie Instruments. W folderze /usr/bin występuje ponad 40 skryptów DTrace, zawierających narzędzia do badania wejścia-wyjścia (I/O) dysku (iosnoop) oraz uruchamiania procesów (execsnoop). W przeciwieństwie do innych platform wspierających DTrace, Mac OS X posiada flagę (P_LNOATTACH) ustawianą przez program, a która blokuje śledzenie przez narzędzia takie jak DTrace czy GNU Debugger. W oryginalnej implementacji DTrace na Mac OS X flaga ta może wpłynąć na śledzenie innych informacji o systemie, takich jak w sytuacji gdy niepowiązany próbnik spróbuje uruchomić program mający włączoną flagę, to próba zakończy się niepowodzeniem. Aktualizacja OS X 10.5.3 wydana kilka miesięcy później wyeliminowała ten problem. Jednakże, od wersji El Captain, mechanizm System Integrity Protection domyślnie blokuje śledzenie chronionych plików binarnych przez DTrace.
Port DTrace na Linuksa dostępny jest od 2008 roku; wciąż trwają prace nad ulepszeniem i naprawą usterek. Na repozytorium GitHub dostępna jest także działająca implementacja. Dostępni są standardowi dostarczyciele jądra (fbt, syscall, profile) oraz specjalny instr (według stanu z 2013 roku niektórzy z dostarczycieli w Solarisie nie byli jeszcze dostępni). Inplementacja DTrace w Linuksie jest ładowalnym modułem jądra – oznacza to, że jądro samo w sobie nie wymaga modyfikacji, co umożliwia DTrace uniknąć konfliktów licencji CDDL i GPL (przynajmniej w kontekście kodu źródłowego). Jednak, po wczytaniu DTrace, instancja jądra będzie traktowana jako „skażona”.
W 2007 roku programista z QNX Software Systems opublikował na swoim blogu wpis, w którym opisał, że razem z kolegą pracował nad przyłączeniem DTrace do systemu operacyjnego QNX.
W 2011 roku Oracle Corporation dodało wsparcie dla DTrace w Oracle Linux w formie beta, jako próbkę technologiczną w wydaniu drugim Unbreakable Enterprise Kernel, na licencji GPLv2 (moduł jądra DTrace Linux wydano pierwotnie na licencji CDDL). W grudniu 2012 roku zapowiedziano wydanie ogólnodostępne.
11 marca 2019 roku firma Microsoft wydała swoją kompilację DTrace dla systemu Windows 10 w wydaniu Insider.

## Dostawcy języka i aplikacji
Przy wspieranym dostawcy języka, DTrace może wydobyć kontekst z kodu źródłowego, włączając w to funkcję, plik źródłowy oraz położenie (numer) konkretnej linii kodu. Co więcej, dynamiczna alokacja pamięci oraz jej odśmiecanie mogą być dostępne, jeżeli są obsługiwane przez dany język. Do obsługiwanych dostawców języka należą asemblery, C, C++, Java, Erlang, JavaScript, Perl, PHP, Python, Ruby, skrypt powłoki i Tcl.
Dostawcy aplikacji pozwalają DTrace podążać za działaniem aplikacji poprzez wywołania systemowe oraz do jądra. Aplikacjami oferującymi dostawców aplikacji dla DTrace są m.in. MySQL, PostgreSQL, Oracle Database, Oracle Grid Engine oraz Firefox.

## Autorzy i nagrody
DTrace został zaprojektowany i zaimplementowany przez Bryana Cantrilla, Mike’a Shapiro i Adama Leventhala.
Autorzy otrzymali w 2005 roku uznanie od InfoWorld i Technology Review za innowacje w DTrace. DTrace zajęło pierwsze miejsce w konkursie Technology Innovation Awards, zorganizowanym przez The Wall Street Journal w 2006 roku. Autorzy zostali wyróżnieni przez USENIX nagrodą Software Tools User Group (STUG) w 2008 roku.